# سرخی دومینگز
سرخی دومینگز (انگلیسی: Sergi Domínguez؛ زادهٔ ۱ آوریل ۲۰۰۵) بازیکن فوتبال اهل اسپانیا است.
از باشگاه‌هایی که در آن بازی کرده است می‌توان به باشگاه فوتبال بارسلونا اتلتیک اشاره کرد.
وی همچنین در تیم‌های ملی فوتبال زیر ۱۵ سال اسپانیا، زیر ۱۷ سال اسپانیا، زیر ۱۸ سال اسپانیا و زیر ۱۹ سال اسپانیا بازی کرده است.

## دوران باشگاهی
دومینگز در بارسلونا، کاتالونیا متولد شد و با لا ماسیا، از سنت گابریل قرارداد امضا کرد. پس از یک فصل چشمگیر با تیم جوانان ای تحت هدایت اسکار لوپز و خاویر ساویولا، او به تمرین با تیم اول بارسلونا به سرمربیگری ژاوی دعوت شد. پس از بهبودی از مصدومیت در طول فصل ۲۰۲۲–۲۳، دومینگز در ۱۲ فوریه ۲۰۲۳ در تساوی ۱–۱ با باشگاه ورزشی آموربیتا برای بارسلونا بی بازی کرد.